# کریتی سانون
کریتی سانون (انگلیسی: Kriti Sanon؛ زادهٔ ۲۷ ژوئیهٔ ۱۹۹۰) بازیگر هندی است که در فیلم‌های هندی و تلوگو‌زبان کار می‌کند. او پس از تحصیل در رشته مهندسی از مؤسسه فناوری اطلاعات جیپی، مدت کوتاهی به‌عنوان مدل مشغول به کار شد. سانون حرفهٔ بازیگری خود را در سال ۲۰۱۴ با بازی در نقش اصلی در فیلم‌های اکشن من تنها هستم و قهرمان بازی آغاز کرد.
حرفهٔ سانون با ایفای نقش در کمدی‌های رمانتیک از لحاظ تجاری موفق شیرینی بریلی (۲۰۱۷) و قایم‌موشک (۲۰۱۹) پیشرفت کرد. پرفروش‌ترین اکران او، کمدی‌های دلداده (۲۰۱۵) و خانه شلوغ ۴ (۲۰۱۹) بود. او برای بازی در نقش مادری رحم اجاره‌ای در میمی (۲۰۲۱)، برندهٔ جایزهٔ فیلم‌فیر بهترین بازیگر زن شد که با یک سری فیلم‌های از لحاظ تجاری ناموفق دنبال شد، اگرچه فیلم ترسناک کمدی گرگینه (۲۰۲۲) با استقبال خوبی مواجه شد.
سانون در فهرست ۱۰۰ سلبریتی فوربز هند در سال ۲۰۱۹ حضور یافت. او خط تولید لباس و شرکت تناسب اندام خود را راه اندازی کرده‌است و همچنین به عنوان سفیر چندین برند و محصول فعالیت کرده‌است.

## کارنامه هنری
کریتی در سال ۲۰۱۴ با فیلم من تنها هستم به دنیای بازیگری وارد شد. در این فیلم که با ماهش بابو سوپر استار سینمای تلگو کار کرده‌است، او نامزد دریافت جایزه فیلم فیر جنوب برای بهترین بازیگر زن تازه‌وارد تلوگو می‌شود.
در همان سال کریتی در کنار بازیگری تازه‌وارد به نام تایگر شروف پا به دنیای سینمای بالیوود می‌گذارد و در فیلم قهرمان بازی به ایفای نقش می‌پردازد. فیلم یک موفقیت تجاری محسوب شد و از بازی کریتی نیز تقدیر به عمل آمد که او جایزه بهترین بازیگر زن تازه‌وارد را در دو جشنواره معتبر فیلم فیر و آیفا برد.
در سال ۲۰۱۵ او در فیلم سرقت در کنار نگا چایتانیا ظاهر شد و پس از آن در فیلم معروف و محبوب دلداده در کنار بزرگانی همچون شاهرخ خان و کاجول و البته بازیگر خوش چهره بالیوود یعنی وارون داوان به ایفای نقش پرداخت. این فیلم یک موفقیت تجاری دیگر برای کریتی محسوب می‌شد.
پس از یک سال وقفه اما در سال ۲۰۱۷ کریتی با فیلم رابطه به سینما بازگشت که فیلم هم از لحاظ هنری و هم تجاری یک شکست بزرگ محسوب می‌شد. در ادامه اما در فیلم کمدی-عاشقانه شیرینی بریلی درخشید و نامزد بهترین بازیگر زن دز جشنواره‌های متعددی شد ولی دستش به جایزه نرسید. فیلم نیز چه از لحاظ هنری و چه تجاری بسیار موفق بود و جزو بهترین‌های سال لقب گرفت.
در ادمه کریتی در فیلم‌های ناموفقی همچون آرجون پاتیالا و پانی پات، و فیلم‌های موفقی همچون خانه شلوغ ۴ و قایم موشک حضور پیدا کرد.
سرانجام در سال ۲۰۲۱ کریتی در فیلم میمی درخشید و تعجب همگان را برانگیخت به طوری که این نقش آفرینی را بهترین بازی او تا به امروز می‌دانند و حتی قبل از شروع جشنواره فیلم فیر و آیفا نیز همه می‌دانستند که جایزه برای اولین بار به کریتی خواهد رسید.
بعد از موفقیت با میمی، کریتی بازی در فیلم‌های ما دوتا دوتامون، باچان پاندی، گرگینه و شاهزاده را تجربه کرد که بجز گرگینه بقیه فیلم‌ها موفقیت چندانی به دست نیاوردند.
در نهایت اما اگر کریتی سانون در انتخاب نقش‌هایش رو به فیلم‌هایی همچون میمی بیاورد قطعاً می‌تواند دوباره همگان را محو تماشای خود کند.

## فیلم‌شناسی
| سال  | نام فیلم                 | نام کاراکتر          | توضیحات                                                                                          |
| ---- | ------------------------ | -------------------- | ------------------------------------------------------------------------------------------------ |
| ۲۰۱۴ | من تنها هستم             | سمیرا                | فیلم با زبان تلوگو                                                                               |
| ۲۰۱۴ | قهرمان بازی              | دیمپی                | جایزه بهترین بازیگر تازه‌وارد سال از جشنواره فیلم فیر هند - ۲۰۱۵                                  |
| ۲۰۱۵ | سرقت                     | میرا                 | فیلم با زبان تلوگو                                                                               |
| ۲۰۱۵ | دلداده                   | ایشیتا               | اولین همکاری اش با شاهرخ خان و کاجول                                                             |
| ۲۰۱۷ | رابطه                    | سایرا سینگ - سایبا   |                                                                                                  |
| ۲۰۱۷ | شیرینی فروشی برفی        | بیتی میشرا           | نامزد بهترین بازیگر زن                                                                           |
| ۲۰۱۸ | زن                       |                      | حضور افتخاری                                                                                     |
| ۲۰۱۹ | قایم موشک                |                      |                                                                                                  |
| ۲۰۱۹ | آرجون پاتیالا            | ریتو رانداوا         |                                                                                                  |
| ۲۰۱۹ | رسوایی                   |                      | حضور افتخاری                                                                                     |
| ۲۰۱۹ | خانه شلوغ ۴              |                      |                                                                                                  |
| ۲۰۱۹ | پانی‌پات                  | پارواتی بای          |                                                                                                  |
| ۲۰۱۹ | شوهر، همسر و اون         | پارواتی بای          |                                                                                                  |
| ۲۰۲۱ | میمی                     | میمی مانسینگ راتهوار |                                                                                                  |
| ۲۰۲۱ | ما دوتا، دوتامون         |                      |                                                                                                  |
| ۲۰۲۲ | باچان پاندی              |                      |                                                                                                  |
| ۲۰۲۲ | گرگینه                   |                      |                                                                                                  |
| ۲۰۲۲ | گاناپات                  |                      |                                                                                                  |
| ۲۰۲۳ | شاهزاده                  |                      |                                                                                                  |
| ۲۰۲۳ | آدیپوروش                 | جاناکی               | فیلم به زبان تلوگو و زبان هندی                                                                   |
| ۲۰۲۴ | حرف‌هات منو به دام انداخت | سیفرا                | در اواخر ماه آوریل ۲۰۲۴، این فیلم رتبه چهارم پرفروش‌ترین فیلم هندی در سال ۲۰۲۴ را در اختیار داشت. |
| ۲۰۲۴ | خدمه                     | دیویا رانا           |                                                                                                  |